# Anders Palmér
Anders Mikael Palmér, född den 24 april 1960 i Slottsstadens församling i Malmö, är en svensk fotbollstränare och före detta spelare.

## Biografi
Under totalt nitton år spelade Anders Palmér i Malmö FF. Vintern 1981 blev han utlånad till Vancouver Whitecaps i den amerikanska proffsligan, men återvände till Malmö FF våren 1982. Den 16 november 1983 fick Palmér starta sin första A-landskamp för Sverige mot Trinidad och Tobago. Han avgjorde finalen i den Svenska cupen 1986 mot IFK Göteborg med sitt 2-1 mål, och var med och blev allsvensk seriesegrare med Malmö FF fyra år i rad. 
Den 18 april 1987 ersatte han Ulf Eriksson i träningslandskampen mot Sovjetunionen. Det blev Palmérs tolfte och sista landskamp. Med spelare som Jonas Thern, Stefan Schwarz och Joakim Nilsson blev konkurrensen om en startplats på mittfältet för hård, och Palmérs sista allsvenska match med Malmö FF blev ett inhopp i matchen mot Djurgårdens IF den 19 november 1988 när Skåneklubben vann med 7-3 och tog SM-guld. Under åren som spelare blev det 348 A-lagsmatcher med Malmö FF.  
Palmérs karriär fortsatte i Trelleborgs FF, där han med tränaren Tom Prahl, besegrade ett storsatsande Blackburn Rovers i Uefacupen hösten 1994.
Under Tom Prahls första två år som tränare i Malmö FF, 2002-2003, var Anders Palmér assisterande tränare, och återkom sedan 2011 som assisterande för Roland Nilsson.
Palmér är son till fotbollsspelaren Calle Palmér och Siv Leila Palmér.

## Landslagsmeriter
- Sveriges herrlandslag i fotboll (1983–1987) (12 landskamper)
- Deltog vid olympiska sommarspelen 1988 i Seoul (kvartsfinal)[5]

## Tränarmeriter
- Tog MF Pelister från division 6 till division 3 under åren 2006–2009.
- Vann SM-guld för P16 med Malmö FF P91 år 2007. Vann finalen med 5-2. Laget vann samtliga matcher det året, med spelare som Pontus Jansson och Oscar Lewicki i truppen. Tore Cervin var hjälptränare.